# Sant Maurise (Alt Loira)
Saint-Maurice-de-Lignon és un municipi francès situat al departament de l'Alt Loira i a la regió d'Alvèrnia-Roine-Alps. L'any 2007 tenia 2.258 habitants.

## Demografia

### Població
El 2007 la població de fet de Saint-Maurice-de-Lignon era de 2.258 persones. Hi havia 852 famílies de les quals 204 eren unipersonals (96 homes vivint sols i 108 dones vivint soles), 228 parelles sense fills, 352 parelles amb fills i 68 famílies monoparentals amb fills.
La població ha evolucionat segons el següent gràfic:
Habitants censats

### Habitatges
El 2007 hi havia 1.146 habitatges, 859 eren l'habitatge principal de la família, 181 eren segones residències i 106 estaven desocupats. 928 eren cases i 211 eren apartaments. Dels 859 habitatges principals, 566 estaven ocupats pels seus propietaris, 278 estaven llogats i ocupats pels llogaters i 15 estaven cedits a títol gratuït; 5 tenien una cambra, 46 en tenien dues, 130 en tenien tres, 257 en tenien quatre i 421 en tenien cinc o més. 585 habitatges disposaven pel capbaix d'una plaça de pàrquing. A 318 habitatges hi havia un automòbil i a 440 n'hi havia dos o més.

### Piràmide de població
La piràmide de població per edats i sexe el 2009 era:
| Homes | Edats   | Dones |
| ----- | ------- | ----- |
| 0     | 95 o +  | 4     |
| 8     | 90 a 94 | 8     |
| 20    | 85 a 89 | 20    |
| 16    | 80 a 84 | 28    |
| 32    | 75 a 79 | 32    |
| 44    | 70 a 74 | 56    |
| 52    | 65 a 69 | 48    |
| 36    | 60 a 64 | 28    |
| 44    | 55 a 59 | 40    |
| 48    | 50 a 54 | 52    |
| 72    | 45 a 49 | 44    |
| 52    | 40 a 44 | 56    |
| 60    | 35 a 39 | 44    |
| 52    | 30 a 34 | 56    |
| 88    | 25 a 29 | 84    |
| 52    | 20 a 24 | 56    |
| 76    | 15 a 19 | 36    |
| 64    | 10 a 14 | 44    |
| 56    | 5 a 9   | 48    |
| 68    | 0 a 4   | 40    |

## Economia
El 2007 la població en edat de treballar era de 1.372 persones, 1.052 eren actives i 320 eren inactives. De les 1.052 persones actives 970 estaven ocupades (546 homes i 424 dones) i 82 estaven aturades (30 homes i 52 dones). De les 320 persones inactives 116 estaven jubilades, 104 estaven estudiant i 100 estaven classificades com a «altres inactius».

### Ingressos
El 2009 a Saint-Maurice-de-Lignon hi havia 918 unitats fiscals que integraven 2.385 persones, la mediana anual d'ingressos fiscals per persona era de 16.925 €.

### Activitats econòmiques
Dels 102 establiments que hi havia el 2007, 4 eren d'empreses extractives, 6 d'empreses alimentàries, 1 d'una empresa de fabricació d'elements pel transport, 9 d'empreses de fabricació d'altres productes industrials, 22 d'empreses de construcció, 23 d'empreses de comerç i reparació d'automòbils, 4 d'empreses de transport, 4 d'empreses d'hostatgeria i restauració, 1 d'una empresa d'informació i comunicació, 2 d'empreses financeres, 6 d'empreses immobiliàries, 5 d'empreses de serveis, 8 d'entitats de l'administració pública i 7 d'empreses classificades com a «altres activitats de serveis».
Dels 37 establiments de servei als particulars que hi havia el 2009, 1 era una oficina de correu, 1 una oficina bancària, 1 funerària, 5 tallers de reparació d'automòbils i de material agrícola, 1 autoescola, 3 paletes, 2 guixaires pintors, 7 fusteries, 4 lampisteries, 1 electricista, 1 empresa de construcció, 4 perruqueries, 1 veterinari, 3 restaurants i 2 agències immobiliàries.
Dels 5 establiments comercials que hi havia el 2009, 1 era una botiga de menys de 120 m², 2 fleques, 1 una carnisseria i 1 una llibreria.
L'any 2000 a Saint-Maurice-de-Lignon hi havia 35 explotacions agrícoles que ocupaven un total de 1.003 hectàrees.

## Equipaments sanitaris i escolars
L'únic equipament sanitari que hi havia el 2009 era una farmàcia.
El 2009 hi havia 2 escoles elementals.

## Poblacions més properes
El següent diagrama mostra les poblacions més properes.